# Busto de San Pedro apóstol (Ayerbe)

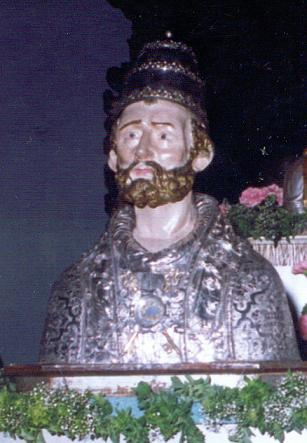
Busto de San Pedro apóstol.

El Busto de San Pedro apóstol es una obra de la orfebrería aragonesa del Renacimiento representando a San Pedro.
Está representado revestido con ornamentos de pontífice y coronado por la tiara. Llama poderosamente la atención el naturalismo dado al rostro. La cabeza, de bronce, presenta matizaciones de color en rostro, cejas, barba y pelo, además de tener esmaltados los ojos.
Insignia propia de los papas es la tiara, en este caso es una pieza exenta. Está compuesta de tres coronas superpuestas careciendo de las dos ínfulas o bandas de tela que parten de la zona posterior de esta. Esta tiara no es la original; es de latón y de construcción relativamente reciente. El cuerpo queda envuelto por la suntuosa capa pluvial, toda ella maravillosamente ejecutada en plata repujada y cincelada, aunque en algunas partes se encuentra algo maltrecha debido al paso de los años. La carpa se abrocha sobre el pecho mediante un relicario montado sobre las llaves apostólicas colocadas en aspa, dejando asomar en torno al cuello el laborioso arrugamiento del alba.
El relicario citado, compuesto de una esfera inserta en una cartela de roleos, está protegido por un cristal circular en cuyo interior, dispuestas igualmente en círculo, hay una serie de bolitas que no se sabe a qué corresponden.
La capa pluvial, cuyo repujado imita a la perfección la textura de un brocado de bello dibujo renacentista, se enriquece en los bordes con una ancha banda donde, a manera de bordados de imaginería, se presentan, cinceladas, cinco composiciones, distribuidas de la siguiente manera: cuatro de ellas a ambos lados, simétricamente, y la quinta se sitúa sobre la parte posterior del cuello, encima del capillo.
En su parte frontal, las bandas de la capa pluvial ostentan en sendas hornacinas aveneradas, y magníficamente representados, a San Pedro y a San Pablo; ambos están de pie y portan sus respectivos atributos iconográficos de llaves y espada, portando además San Pedro un libro, que señala con su dedo ambos apóstoles. Sobre estas hornacinas, paralelamente también aparece una cartela ovalada enmarcando la figura de un soldado con armadura, portador de una lanza y de rodela apoyadas en el suelo.
La quinta escena, ubicada en la parte posterior, esto es, en la espalda, nos muestra dentro de una cartela, cuyo tamaño es mayor que las anteriores, el pasaje evangélico de la pesca milagrosa, a juicio de Ángel Sanvicente.
Pendiendo de la banda y situado igualmente en la espalda, se encuentra el capillo, que presenta magistralmente cincelado el martirio de San Pedro fuera de los muros de Roma, ante una numerosa presencia de soldados romanos y autoridades civiles, encabezados por el César, deducido esto por el cetro que trae en una de sus manos.
Esta Cabeça de plata de señor sanct Pedro se asienta sobre una base de madera en forma de octógono alargado, que permite su sujeción a la peana procesional.

## Historia
A principios de mayo del año 1554, el doctor en decretos y prior claustral de la Real Casa de Montearagón, Pedro Burro, efectuó una visita pastoral a la yglesia Parochial o Collegiata de Señor Sant Pedro de Ayerbe, por depender este templo de la abadía montearagonesa hasta 1572. Tras ser informado de todo lo concerniente a esta iglesia, el visitador dejó plasmados en un documento los deberes que tenían que hacer los clérigos ayerbenses en un determinado período. Entre los mandatos, se ordenaba a los racioneros ayerbenses que manden hacer la testa o cabeza de Senyor Sanct pedro en un plazo e cinco meses, pues en caso contrario los dineros que an dado de limosnas para costear dicha pieza deberían devolverlos.
Seis años más tarde se estaba trabajando en la realización del busto; a mediados de enero de 1560 se encontraban trabajando conjuntamente el platero zaragozano Benito Hernández, en cuyo taller se obraba y Andrés Marcuello, quien terminó esta imagen de medio cuerpo de San Pedro.
Los de Ayerbe antes de acabar la obra quisieron pagar 7.260 sueldos jaqueses a Benito Hernández, quien tenía previsto terminarla para el mes de agosto de 1561, aplazando hasta entonces el cobro efectivo de dicho importe.
Con motivo de sufragar unas obras en el templo parroquial, fue vendida la tiara original, que era toda de plata y posiblemente con adornos de pedrería.
Dos veces al año era sacado en procesión, el 29 de junio, festividad litúrgica de San Pedro, y el día de la patrona de la Villa Santa Leticia que se celebra el 9 de septiembre. Suprimida la primera en la década de los sesenta del siglo XX, en la actualidad únicamente se procesiona el 9 de septiembre.
Este busto fue restaurado en 1997 en el taller de restauración del obispado de Huesca, pasando a continuación a ser expuesto con carácter temporal, en la sala de Orfebrería del Museo Diocesano oscense. Por medidas de seguridad, en Ayerbe únicamente permanece para la procesión del día 9 de septiembre.